# Kinigi (Musanze)
Kinigi ist eine Stadt im Distrikt Musanze in der Nordprovinz von Ruanda.

## Geographie
Die Stadt liegt in den Sektoren Kinigi, Musanze und Nyange des Distrikts Musanze und an der Nationalstraße 18.

## Bevölkerung
Die Bevölkerung lag nach der Volkszählung von 2012 bei 17.305.